# Пуркинье (лунный кратер)
Кратер Пуркинье (лат. Purkyně) — крупный ударный кратер в экваториальной области обратной стороны Луны. Название присвоено в честь чешского физиолога, анатома Яна Эвангелиста Пуркине (1787—1869) и утверждено Международным астрономическим союзом в 1970 г. 

## Описание кратера

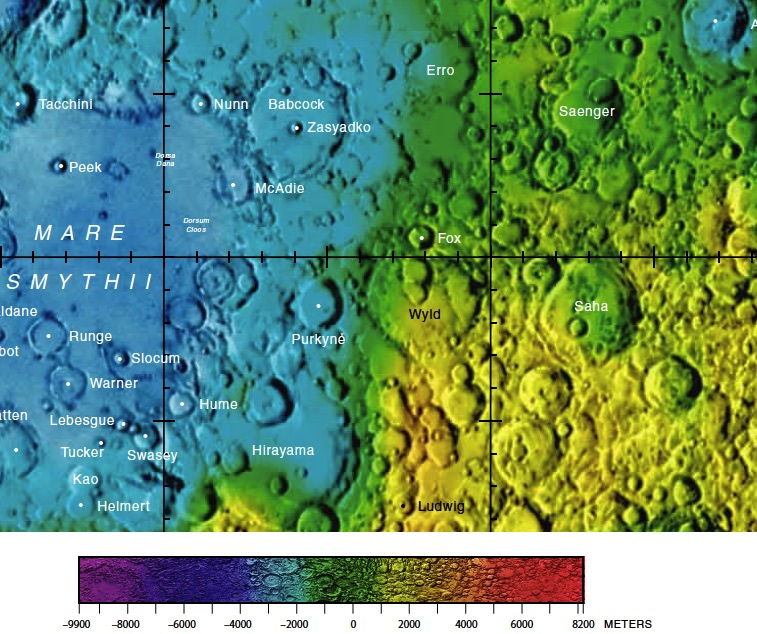
Окрестности кратера Пуркинье. Фрагмент карты обратной стороны Луны.

Ближайшими соседями кратера являются кратер Слокум на западе-юго-западе; кратер Пик на западе-северо-западе; кратер Мак-Эди на северо-западе; кратер Бэбкок на севере; кратер Фокс на северо-востоке; кратер Уайльд на востоке и кратер Хираяма на юге. На западе от кратера находится Море Смита. Селенографические координаты центра кратера 1°32′ ю. ш. 94°52′ в. д. / 1,54° ю. ш. 94,86° в. д., диаметр 50,3 км, глубина 2,3 км.
Кратер имеет близкую к циркулярной форму и значительно разрушен. Вал сглажен, северо-восточная часть вала спрямлена, северо-западная часть вала перекрыта группой кратеров, к юго-восточной части вала примыкает сателлитный кратер Пуркинье K. Высота вала над окружающей местностью достигает 1110 м, объем кратера составляет приблизительно 1800 км³. Дно чаши ровное, испещрено множеством мелких кратеров, из которых наиболее заметна пара кратеров на юго-востоке от центра чаши.

## Сателлитные кратеры
| Пуркинье | Координаты                                          | Диаметр, км |
| -------- | --------------------------------------------------- | ----------- |
| D        | 0°58′ ю. ш. 96°02′ в. д. / 0,97° ю. ш. 96,04° в. д. | 12,3        |
| K        | 2°40′ ю. ш. 95°20′ в. д. / 2,66° ю. ш. 95,33° в. д. | 22,2        |
| S        | 1°47′ ю. ш. 90°40′ в. д. / 1,78° ю. ш. 90,66° в. д. | 35,3        |
| U        | 0°45′ ю. ш. 91°38′ в. д. / 0,75° ю. ш. 91,64° в. д. | 38,0        |
| V        | 0°50′ ю. ш. 92°43′ в. д. / 0,84° ю. ш. 92,71° в. д. | 23,2        |

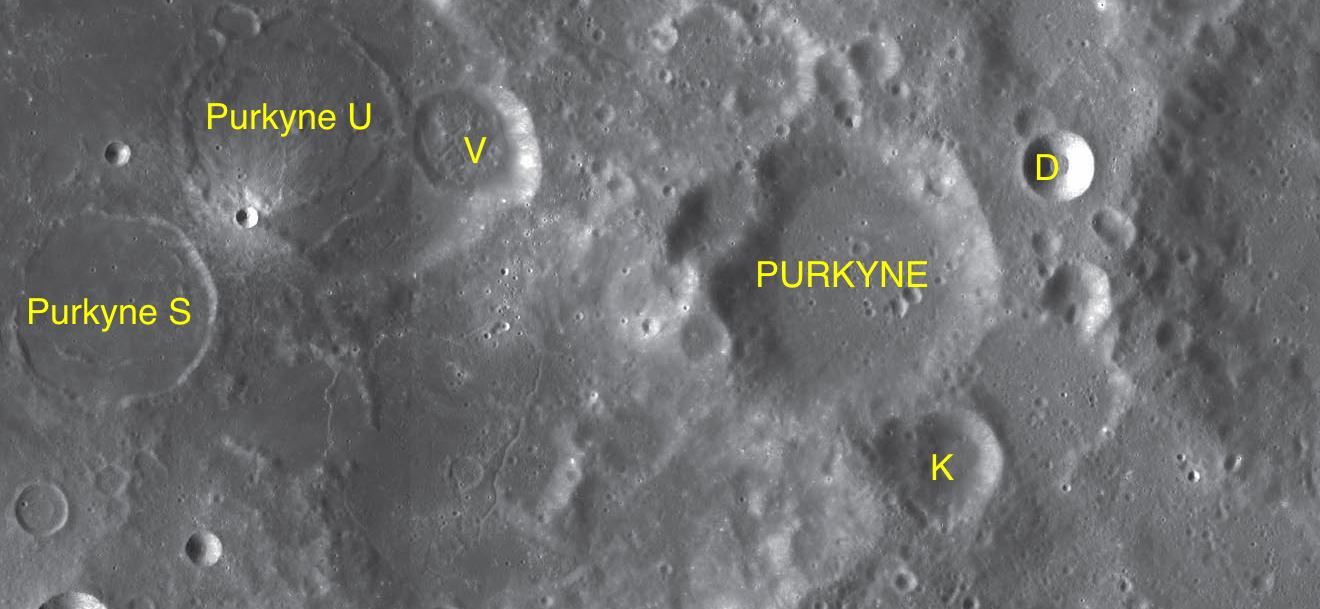
Фрагмент карты LAC-82.

- Образование сателлитных кратеров Пуркинье S и U относится к нектарскому периоду[4].